# 日本國鐵EF10型電力機車
EF10型电力机车（日语：EF10形電気機関車）是日本铁路的第一代国产干线电力机车车型之一，由日立製作所、汽車製造、三菱電機、川崎車輛、日本車輛製造等企业联合设计制造，适用于供电制式为1500伏直流电的电气化铁路。

## 历史

### 背景
1920年代，随着东海道本线、横须贺线等铁路干线完成电气化改造，日本铁道省先后从美国、英国、瑞士引进了ED10、ED11、ED12、EF50、EF51等各种形式的电力机车。1928年，日立製作所、芝浦製作所、汽車製造、三菱電機、川崎车辆等企业在消化吸收进口电力机车技术和经验的基础上，合作研制了干线客运用的EF52型电力机车。1932年，又研制了经过改良的EF53型电力机车，牵引性能和可靠程度均有较大提高，并成为东海道本线上优等旅客列车的主型牵引机车。EF52、EF53型电力机车的成功为后来日本铁道省的一系列标准化电力机车奠定了基础。

### 研制
为了满足电气化铁路的货运需要，日立制作所、汽车制造、三菱电机、川崎车辆、日本车辆制造等企业于1934年研制了EF10型电力机车。EF10型电力机车以EF53型电力机车为基础的干线货运机车，两者在许多方面都有共同特点，例如牵引电路及辅助机械等部分均大致相同。但根据货运机车的运用特点，EF10型电力机车的齿轮传动比由2.63改为4.15，机车最高运行速度由95公里/小时下降至75公里/小时；除此之外，EF10型电力机车采用1Co-Co1轴式，导轮轮对数目由四对减少至两对，从而增加动轮轮对的轴重，以提高机车牵引力和粘着性能。
EF10型电力机车于1934年投入批量生产，截至1941年停产共生产了41台，亦是日本战前生产的货运电力机车之中数量最多的车型。在EF10型电力机车的基础上，又衍生出进一步提高牵引电动机功率的EF12型电力机车，以及为上越线和中央本线设计、带有再生制动功能的EF11型电力机车。

### 运用
EF10型电力机车投入运用后，除了担当东海道本线电气化区段的货物列车牵引任务，部分亦用于担当中央本线和上越线水上至石打间高坡区段的旅客列车牵引任务。
1942年，随着位于山阳本线下关至门司间、横跨关门海峡的关门铁道隧道建成通车，EF10型电力机车亦开始投入该区段运用。在太平洋战争末期，由于关门铁道隧道是九州和本州之间最重要的运输通道，为了保证并强化运输能力，当时过半数的EF10型电力机车均配属于门司机关区。从EF10-25号机车开始均在机车端部加装了重联插座，以方便在关门隧道区段的重联牵引，而后来另外三台机车（22～24）转配属门司机关区后亦加装了重联装置；但限制于当时的重联控制技术水平，机车尚存在着轮对空转和控制不同步等问题，因此机车的重联装置并没有真正实用。
此外，由于关门隧道存在渗漏的现象，当列车在隧道内上坡道方向运行时，轨道上的积水容易造成轮对空转，因此门司机关区对每台EF10型电力机车加装了重达五吨的压载，以提高机车的粘着性能。同时，渗漏的海水亦会产生盐害的问题，对机车车体、机械装置、受电弓等造成腐蚀。为了减轻车体金属结构的腐蚀情况，其中五台机车（24、27、35、37、41）于1952年进行了改造，将车体外板改为采用不锈钢材质。除了EF10-24号机车采用不锈钢原色的银色车身，其余四台机车均仍采用国铁标准的葡萄色涂装。
1961年，九州地区的鹿儿岛本线完成交流电气化改造，门司机关区开始配属交流直流两用的EF30型电力机车，而EF10型电力机车则陆续转属新鹤见机关区、沼津机关区、稻泽第二机关区、吹田第二机关区，投入到东海道本线使用。关东地方的EF10型电力机车主要用于牵引东海道本线的货物列车，而关西和中部地方的机车则主要担当名古屋至大阪间的货物列车交路。1965年（昭和40年），全部EF10型电力机车被集中配属到关东地方，包括国府津机关区、新鹤见机关区、八王子机关区和东京机关区，担当首都圈内区间货物列车的牵引任务。不久之后，随着新一代的EF65型电力机车投入运用，EF10型电力机车亦退居二线。由于轴重相对较轻的特点，EF10型电力机车陆续转配属甲府机关区和丰桥机关区，分别用来牵引身延线、饭田线等支线的货物列车。
1975年，EF10型电力机车开始逐步报废。1977年，东京机关区配属的EF10-29、EF10-30号机车正式报废，EF10型电力机车从此在首都圈内消失。同年底，随着EF15型电力机车投入身延线使用，甲府机关区的EF10型电力机车全部报废。而丰桥机关区最终成为了EF10型电力机车的最后根据地，但随着ED62型电力机车投入饭田线使用，丰桥机关区的EF10型电力机车亦在逐步报废，至1979年仅余下一台EF10-31号机车。由于兴建水坝时需要用来牵引临时货物列车，这台机车被暂缓报废，至1983年因牵引电动机烧损而正式报废。

## 技术特点

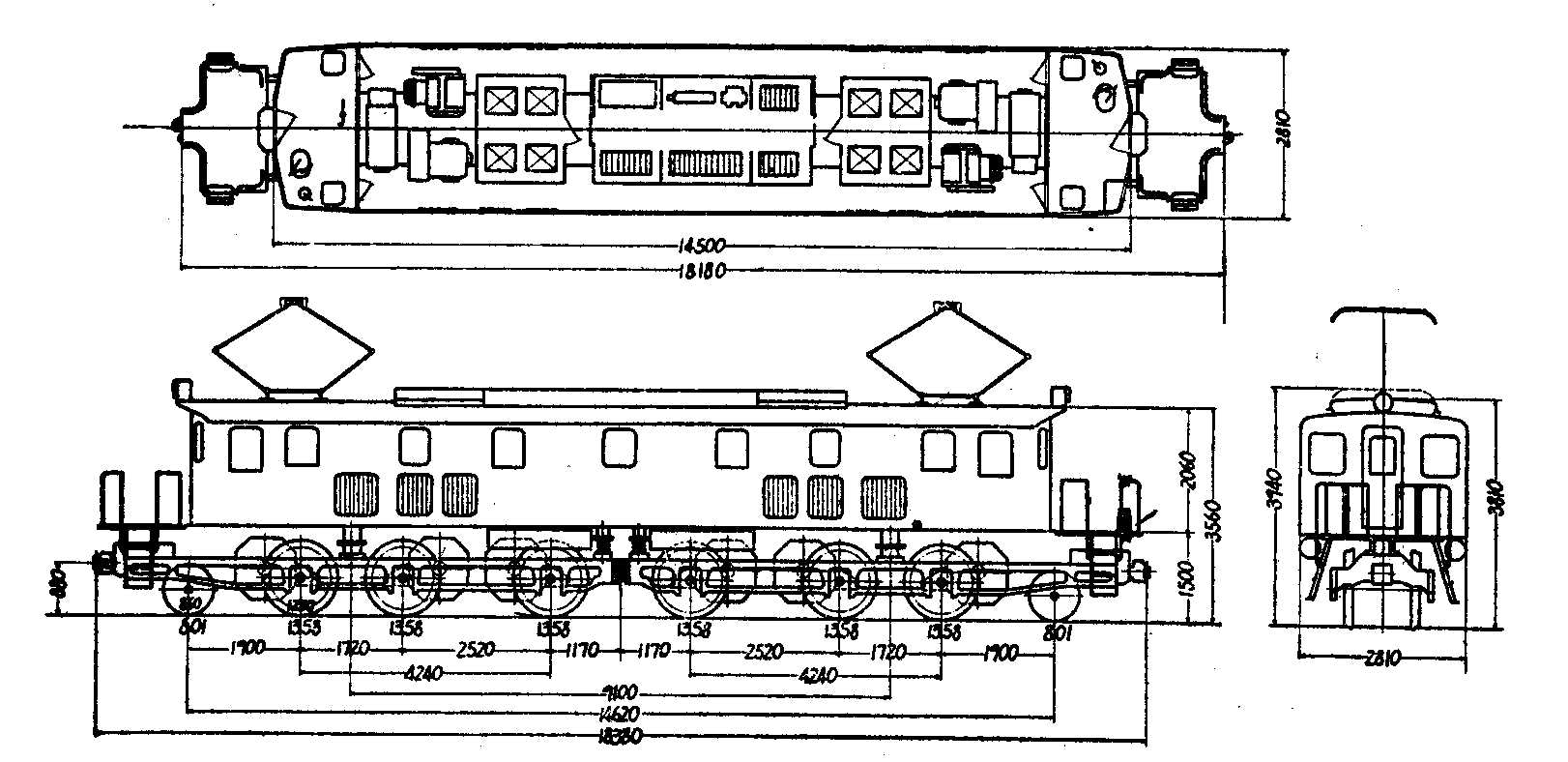
机车总体布置（1～16号机车）

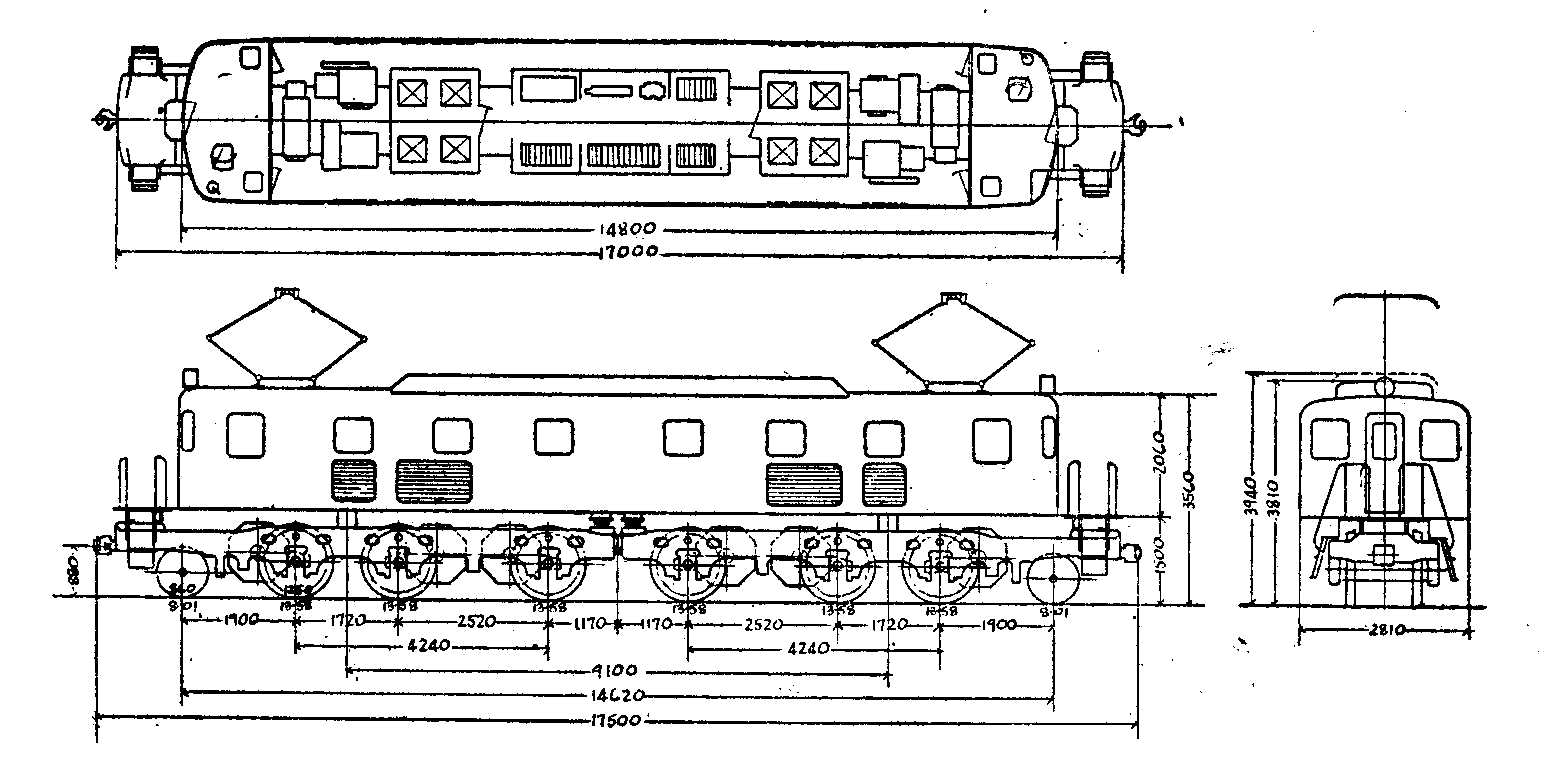
机车总体布置（17号机车）

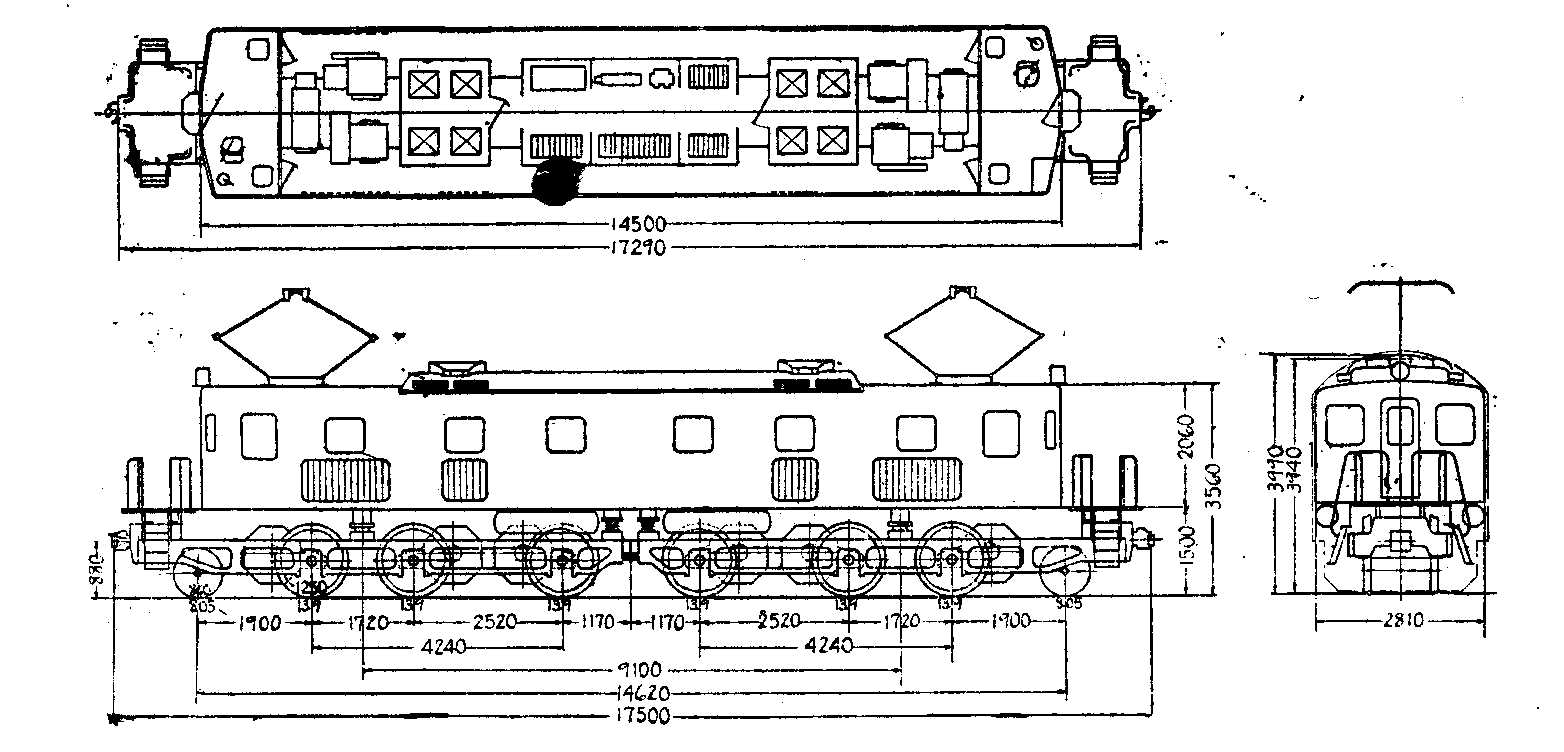
机车总体布置（30～33号机车）

EF10型电力机车是干线货运用的大型直流电力机车，适用于供电制式为1500伏直流电的电气化铁路。机车采用非承载式结构的全金属箱形车体，车体各项载荷全部由底架承担，侧墙和顶盖不参与承载。早期的1～16号机车车体采用铆接结构；17～24号机车采用了与EF11-4号机车相似、呈半流线型外观的焊接结构车体；从25号机车开始采用与后期EF56型电力机车相同的简单箱型焊接结构车体。
机车两端为露天的通过台区域，车体两端各设有一个司机室，车体中部为电气室。司机室前方中央设有一扇端门，在司机室内机车运行方向的左侧设有司机操纵台。电气室内有贯通的双侧内走廊连接两端司机室，车顶相对两端司机室后部上方的位置各装有一台双臂式受电弓。
EF10型电力机车采用1Co-Co1轴式，机车走行部为两台带有导轮轮对的转向架，每台转向架包括一对导轮和三对动轮。大多数EF10型电力机车均装用框架结构的HT56型转向架，但部分机车装用了住友金属工业制造的HT57（17、20～24）或HT58（30～33）型一体化铸钢转向架。车钩和通过台直接安装在转向架构架的端梁上。
两台转向架之间设有弹性联接装置，以提高机车的小半径曲线通过性能，并用于传递牵引力。悬挂装置由钢板弹簧、螺旋弹簧和均衡梁组成。牵引电动机采用抱轴式悬挂，牵引电动机的一端安装在转向架构架上，而另一端通过抱轴承刚性抱合在车轴上。牵引电动机输出的扭矩通过一级减速齿轮传递给轮对，牵引齿轮传动比为20：83（1：4.15）。
EF10型电力机车是直—直流电传动的直流电力机车，通过调节起动电阻、牵引电动机的三段式串—并联转换和磁场削弱来达到调速的目的。机车起动和加速时，六台牵引电动机全部以串联连接，并逐步减少起动电阻的阻值；然后将每三台并联连接的牵引电动机为一组，两组牵引电动机以串联连接；最后六台牵引电动机全部并联连接，直至达到最高速度。为扩大机车的调速范围，在三种连接方式均可以对牵引电动机使用一级磁场削弱。机车采用了MT28型直流串励牵引电动机，额定功率为225千瓦，额定电压为675伏特。

## 车辆保存
EF10-35号机车：曾经运用于关门隧道区段并安装了不锈钢外板，于1978年退役后由丰桥机关区赠送予北九州市，保存于门司区的大里不老公園。至2003年经重新修复后，移送九州铁道纪念馆继续静态保存。

## 参看
- EF52型电力机车
- EF53型电力机车
- EF11型电力机车
- EF12型电力机车
- 日本电力机车列表